# Biserica „Acoperământul Maicii Domnului” din Condrătești
Biserica „Acoperământul Maicii Domnului” este o biserică amplasată în Condrătești, raionul Ungheni, Republica Moldova. Este un monument arhitectural de importanță națională inclus în Registrul monumentelor Republicii Moldova ocrotite de stat cu nr. 1612 (raionul Ungheni). Datează din 1911.